# Chungju
Chungju (kor. 충주시) – miasto w Republice Korei w prowincji Chungcheong Północny. W mieście znajduje się góra Namsan (662 m n.p.m.).

## Warto zobaczyć
- Zapora Chungju i sztuczne jezioro Chungju – wybudowana w 1985 tama o dł. 447 m i szer. 97,5 m, tworzy jezioro o powierzchni 6648 km², zawierające 2750 milionów ton wody i generuje w ciągu roku 844 miliony kilowatów energii. Organizowane są rejsy po jeziorze, widok na góry Woraksan, Gudambong, Oksunbong i Gemsusan.
- Park narodowy Woraksan – góra Woraksan (1097 m n.p.m.) tworzy granicę pomiędzy miastami Ch'ungju i Chech'ŏn, wejście na szczyt zajmuje 4 godziny, zejście 2,5 godziny.
- Chungangtap – pagoda o wysokości 14,5 m.
- Tangeumdae – to mała góra zwana także Daemun lub Gyeonmoom. Podczas wojny Imjinweran przeciwko Japończykom zginęło tu 8000 żołnierzy.
- Wieża Bogakguksa Jeonghyewonyung w świątyni Cheongreung.
- Monument Jungwon Goguryeo.

## Miasta partnerskie
- Japonia: Yugawara, Musashino
- Republika Chińska: Taizhong
- Chińska Republika Ludowa: Daqing